# Grand Arachnothère
Arachnothera magna
Espèce
Statut de conservation UICN

 LC  : Préoccupation mineure
Le Grand Arachnothère (Arachnothera magna) est une espèce de passereau appartenant à la famille des Nectariniidae.

## Description

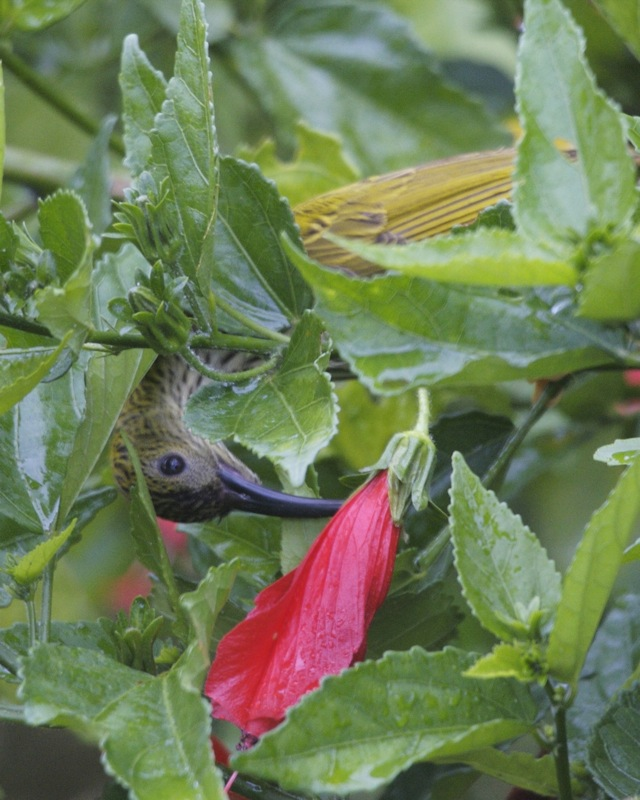
Grand arachnothère buvant du nectar de fleur d'hibiscus

Le grand arachnothère mesure environ 17 cm. 
Il a un long bec incurvé qui lui permet, comme les colibris, de collecter du nectar mais il mange aussi de nombreux insectes et araignées.
C'est un oiseau habituellement solitaire ou vivant en couple.

## Distribution et habitat
On trouve cet arachnothère en Inde, en Asie du Sud-Est continentale et dans le sud de la Chine. 
Il aime les forêts tropicales à sous-bois dense avec une préférence pour les bananiers.

## Galerie

Grand Arachnothère, parc national de Kaeng Krachan, Thaïlande
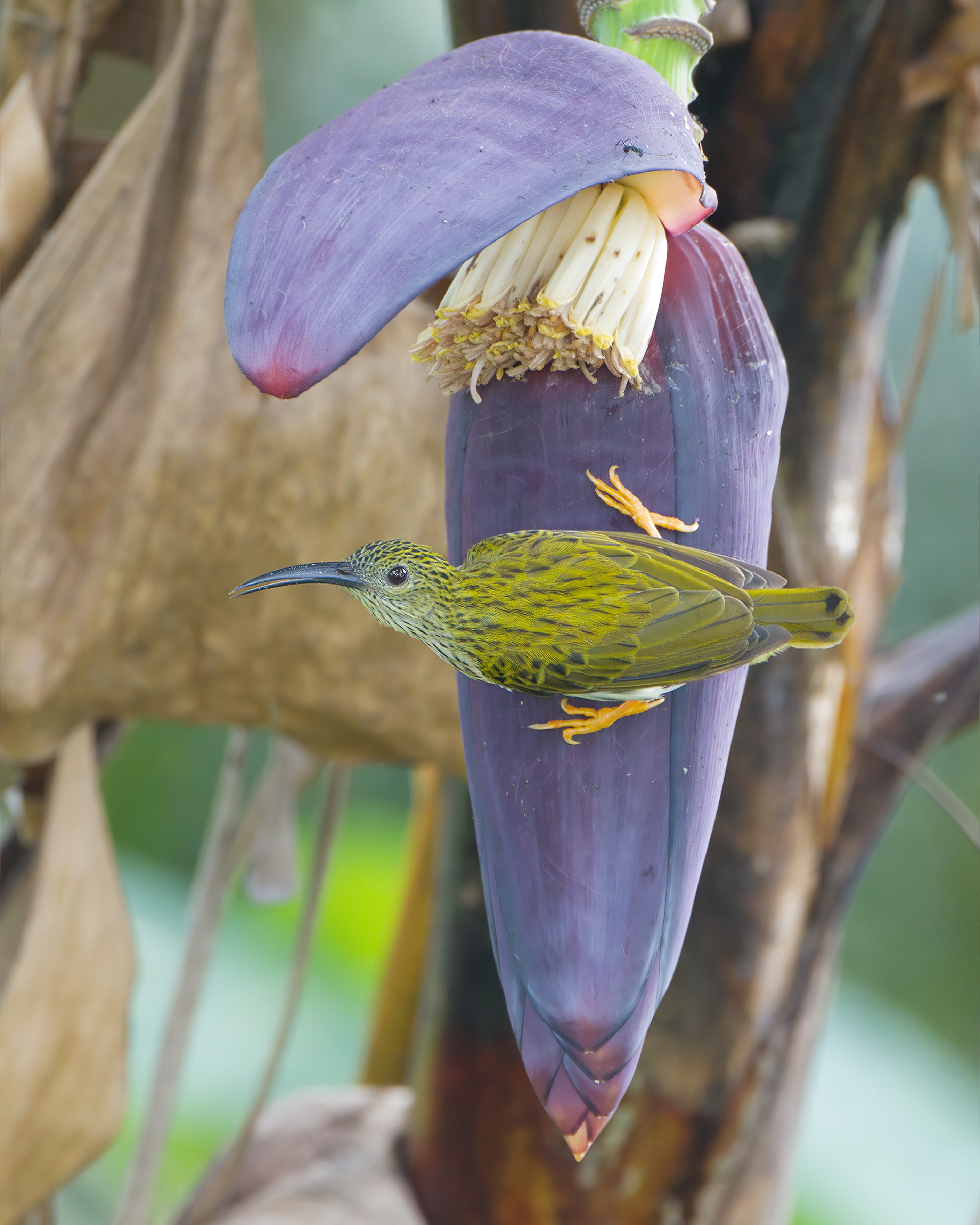
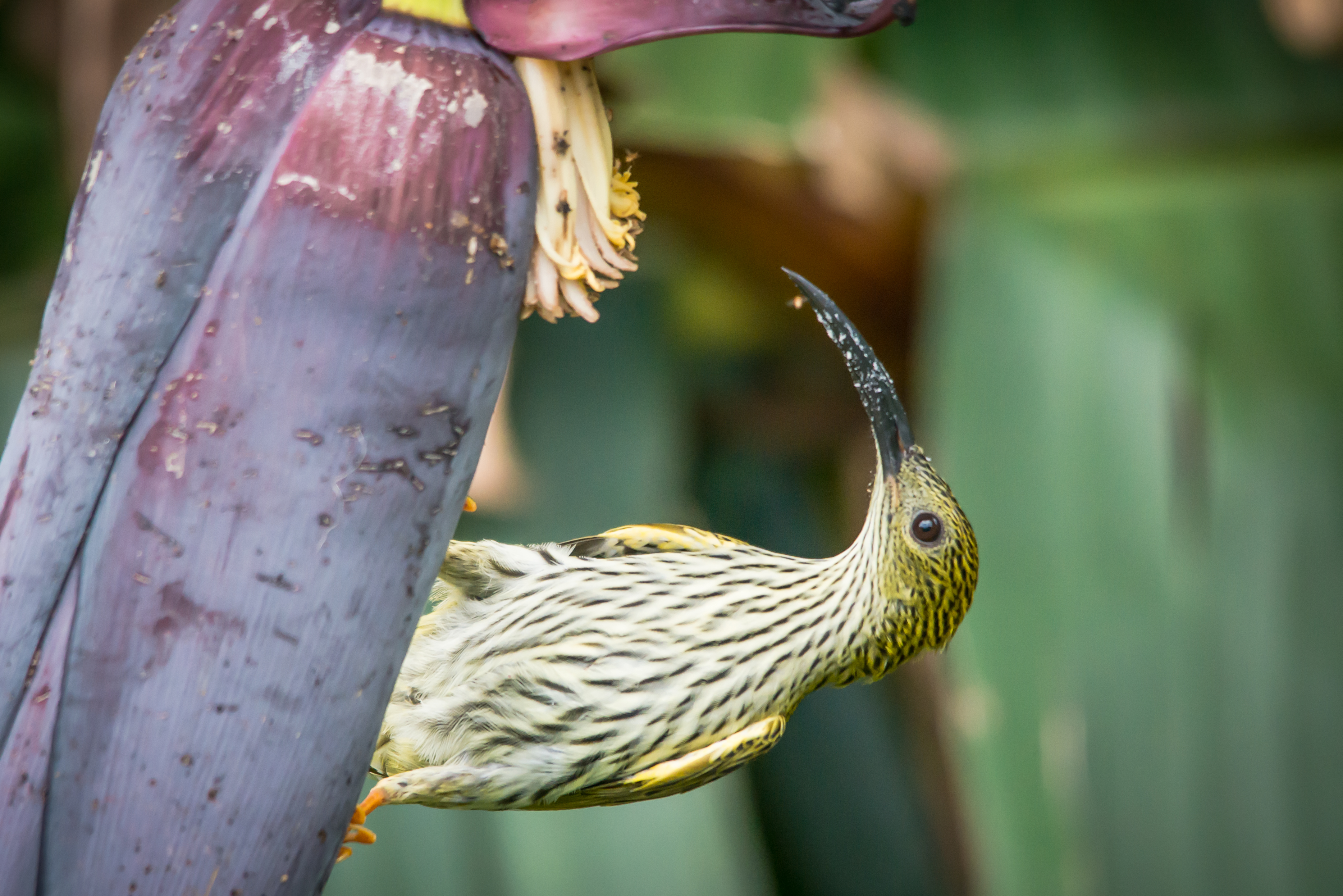

## Sous-espèces
D'après Alan P. Peterson, il existe les cinq sous-espèces suivantes :
- Arachnothera magna aurata  Blyth 1855
- Arachnothera magna magna  (Hodgson) 1836
- Arachnothera magna musarum  Deignan 1956
- Arachnothera magna pagodarum  Deignan 1956
- Arachnothera magna remota  Riley 1940